# Hrvaški huzarski polk
Hrvaški huzarski polk (francosko Regiment de hussards croates) je bil huzarski polk, ki so ga ustanovili Francozi v Ilirskih provincah.

## Zgodovina
Za polk so primarno rekrutirali Hrvate iz Vojne krajine; urjenje je potekalo v Karlovcu in Ljubljani. Avgusta 1813 je bil polk premeščen v Italijo in oktobra istega leta v Lyon. Potem, ko so Ilirske province ponovno prišle pod okrilje Habsburške monarhije, je polk odpovedal pokornost Franciji. Polk je dobil status delovne enote in je ostal v Franciji do marca 1814, ko so ga razpustili in so Hrvatje odšli domov.